# Courcelles-sur-Seine
Courcelles-sur-Seine ist eine französische Gemeinde mit 2.157 Einwohnern (Stand: 1. Januar 2022) im Département Eure in der Region Normandie; sie gehört zum Arrondissement Les Andelys und zum Kanton Gaillon (bis 2015: Kanton Les Andelys).
Die Einwohner werden Courcellois genannt.

## Geographie
Courcelles-sur-Seine liegt etwa 40 Kilometer südsüdöstlich von Rouen an einem Bogen der Seine.

### Nachbargemeinden
Umgeben ist Courcelles-sur-Seine von den Nachbargemeinden Bouafles im Norden, Port-Mort im Osten und Südosten, Gaillon im Süden und Südosten, Le Val d’Hazey mit Aubevoye im Süden und Westen sowie Villers-sur-le-Roule im Nordwesten.

## Einwohnerentwicklung
| 1962 | 1968 | 1975 | 1982 | 1990 | 1999 | 2006 | 2016 |
| 0676 | 0947 | 1098 | 1241 | 1569 | 1503 | 1589 | 2035 |

## Sehenswürdigkeiten

Kirche Notre-Dame-de-Bon-Secours

- Kirche Notre-Dame-de-Bon-Secours